# Order za Odwagę (Jugosławia)
Order za Odwagę (serb.-chorw. Орден за храброст, Orden za hrabrost, 
słoweń. Red za hrabrost, mac. Орден за храброст) – jugosłowiańskie odznaczenie wojskowe z okresu II wojny światowej.
Order został ustanowiony przez dowództwo Narodowej Armii Wyzwolenia Jugosławii w dniu 15 sierpnia 1943 roku.

## Zasady nadawania
Order został ustanowiony dla nagrodzenia żołnierzy Narodowej Armii Wyzwolenia Jugosławii za osobistą odwagę i bohaterstwo w czasie walk o wyzwolenie Jugosławii spod obcego panowania w latach 1940 – 1945. Nadawany był także żołnierzom armii sojuszniczych. Order nadawano jednorazowo.
Łącznie nadano ponad 120 tys. orderów.

## Opis odznaki
Odznakę stanowi okrągły medalion o nieregularnych kształtach wzorowanych na łopoczącej fladze. Na awersie w centralnej części znajdują się skrzyżowane: karabin, topór, kosa i liść laurowy, powyżej znajduje się napis SMRT FASIZMU (pol. Śmierć faszyzmowi)  a poniżej SLOBODA NARODU (pol. Wolność narodowi). Na górze odznaki znajduje się pięcioramienna gwiazda.
Istnieje kilka wersji orderu, różniących się wyglądem, w zależności od producenta. Pierwszą partię orderów (poniżej 15 tys. sztuk) wykonano w ZSRR. 
Medalion zawieszony jest na pięciokątnej blaszce obciągniętej wstążką koloru czerwonego, po bokach są po 3 wąskie paski koloru żółtego.